# 喻褧
喻褧（1510年—？），字彥章，浙江紹興府嵊縣人，民籍，明朝政治人物。

## 生平
嘉靖十九年（1540年）庚子科浙江鄉試第八十一名舉人。嘉靖二十九年（1550年）中式庚戌科會試第二十三名，登第二甲第八十三名進士。

## 家族
曾祖喻誼甫；祖父喻遠；父喻一儀，母胡氏。慈侍下。